# Fälsbo göl
Fälsbo göl är en sjö i Kinda kommun i Östergötland och ingår i Motala ströms huvudavrinningsområde. Sjön har en area på 0,0865 kvadratkilometer och ligger 167 meter över havet.

## Delavrinningsområde
Fälsbo göl ingår i det delavrinningsområde (642709-151310) som SMHI kallar för Utloppet av Fälen. Medelhöjden är 165 meter över havet och ytan är 10,72 kvadratkilometer. Det finns inga avrinningsområden uppströms utan avrinningsområdet är högsta punkten. Vattendraget som avvattnar avrinningsområdet har biflödesordning 3, vilket innebär att vattnet flödar genom totalt 3 vattendrag innan det når havet efter 168 kilometer. Avrinningsområdet består mestadels av skog (79 procent). Avrinningsområdet har 1,66 kvadratkilometer vattenytor vilket ger det en sjöprocent på 15,5 procent.